# 吴杰凯
吴杰凯（1951年3月1日—），男，满族，黑龙江五常人，中华人民共和国政治人物。原伊春市市委副书记、代市长、市长和市委书记、黑龙江省农垦总局党委书记。第9届全国人大代表、黑龙江省第十届人大代表。

## 生平
1951年3月1日，吴杰凯出生。1997年起，吴杰凯先后出任黑龙江省伊春市市委副书记、代市长、市长和市委书记，后来升任中国共产党黑龙江省农垦总局委员会书记。
2004年9月，吴杰凯擅自离职、从此下落不明。

### 落马
2006年3月，黑龙江省纪律检查委员会将吴杰凯涉嫌犯罪线索移交检察机关。同年8月，哈尔滨市人民检察院对吴杰凯立案侦查。
2021年1月20日，追逃的4名办案人员搭乘飞机专列连夜飞抵四川省成都市，在地方公安机关配合下，准备选择合适的时机逮捕吴杰凯。次日中午，吴杰凯外出，旋即被蹲守的办案人员逮捕。当晚，押送吴杰凯的飞机飞抵哈尔滨市太平国际机场，潜逃16年的吴杰凯最终被捉拿归案。